# ブルネイの国章
ブルネイの国章（ブルネイのこくしょう Emblem of Brunei）はブルネイの国旗にも描かれているエンブレムであり、1932年に制定された。
ブルネイ政府公式ウェブサイトによればこの紋は五つの部分で構成されている。中央には王の上にかざされる日傘があり、日傘の上には旗が、日傘の下には翼がある。この片翼4つからなる翼は、それぞれ正義・平穏・繁栄・平和を表している。両側に手があり、紋の下部には三日月がある。三日月の中にはアラビア語で国の標語である「常に神の導きに従いなさい」の語が書かれている。三日月の下方には帯があり、マレー語のアラビア文字表記（ジャウィ文字）で「ブルネイ・ダルサラーム」という国名が書かれている。
翼は正義と平和の守りを象徴し、三日月は国の宗教であるイスラム教を、二本のかざされた手は国民を守る政府の務めを象徴する。

## 歴史

1932年から1950年までの紋章
1950年から1959年までの紋章